# Mao Inoue
Mao Inoue (井上真央, Inoue Mao), née le 9 janvier 1987 à Yokohama (préfecture de Kanagawa) au Japon, est une actrice japonaise.

## Biographie
Mao Inoue naît le 9 janvier 1987 dans la ville de Yokohama au Japon. Sa famille se compose de ses parents, son grand frère et elle-même. En 1999, Mao devient populaire (en tant qu'idole "U-15") notamment grâce au rôle d'Imai Akane dans le drama Kids War. C'est ce drama qui la révèlera au public, avant cela elle avait certes joué dans d'autres dramas (dès l'âge de cinq ans) mais toujours avec des rôles très secondaires. Le drama Kids War eut plusieurs saisons de 1999 à fin 2003, ce qui rendit l'emploi du temps de Mao très chargé en ajoutant ses cours scolaires. Quand vint la fin de ce drama, il fut temps de passer à autre chose. Mao enchaîna avec deux dramas en 2004 et 2005 respectivement Home Drama et Kyumei Byoto 24 Ji 3 dont ce dernier eut un succès qui lui permit de renforcer sa popularité.
Mao parle Japonais, Chinois et Anglais 
Vient fin 2005, elle décroche son premier rôle principal dans la série Hana Yori Dango sur TBS, qui est l'adaptation d'un manga à succès. Elle y joue une certaine Makino Tsukushi, une fille venant de la classe moyenne, voire basse, qui essaie de « survivre » avec sa famille. Elle décroche alors une bourse dans un lycée principalement côtoyé par des héritiers ou personnes aisées, un monde qu'elle n'avait de toute évidence jamais fréquenté. Ce drama devient très populaire et les émissions TV mais aussi les couvertures de magazine tombent à flots pour les 5 acteurs principaux de la série dont Mao. À la suite du succès de la série, une seconde saison est prévue pour le printemps 2007. Elle reçoit aussi un award de la meilleure actrice grâce à Hanadan.
Entre-temps elle obtiendra un rôle dans Hotaru no Haka. Mais Mao vient d'avoir 19 ans et décide de reprendre ses études à l'université de Meiji où elle étudie le théâtre mais aussi la littérature en ayant pour deuxième langue le chinois. En 2006, elle joue dans son premier film Check It Out, Yo! avec Ichihara Hayato, Hiraoka Yuta et Emoto Tasuku où elle obtient un rôle secondaire mais intéressant.
Dès 2007, Mao décroche des contrats publicitaires pour différents produits. À la fin de la saison 2 d’Hana Yori Dango, Mao Inoue retrouve Hiraoka Yuta durant l'été 2007 en jouant dans le drama tragi-romantique First Kiss. La même année elle jouera dans les dramas Osama no Shinzo & Hanaikusa, avec des rôles tout aussi importants que Hana Yori Dango. Ensuite, Mao retourne du côté du cinéma et jouera aux côtés d'Eiji Wentz dans un film fantastique. Enfin elle finira l'année en jouant dans un autre film Kaidan, une nouvelle fois au cinéma. L'année 2007 fut très chargée pour Mao et remporte une nouvelle fois un award pour la meilleure actrice grâce à Hana Yori Dango 2.
Après tous ces succès l'année 2008 ne peut être de tout repos, Mao obtient un rôle principal dans son récent drama Anmitsu Hime qui mélange comédie et mystère. Mais la nouvelle la plus attendue est celle du film Hana Yori Dango, Tsukushi Makino est de retour et le film est bel et bien officialisé après deux mois de la diffusion de la saison 2. Pour l'occasion, le film se nomme Hana Yori Dango Final et il s'agit de son premier rôle principal dans un film. Le tournage a commencé en janvier 2008 pour sortir le 28 juin 2008, un film indispensable pour les fans de Makino.
En 2009 elle décroche le rôle principal dans un film Boku o Hatsukoi wo Kimi ni "I give you my first loveto you" qui est l'adaptation du manga de Kotommi Aoki : Boku nohatsukoi wo kimi ni sasagu. Il a atteint la première place au box office à sa sortie au Japon.
Puis enfin en 2010 Inoue Mao obtient le rôle principal du film My Darling is a Foreigner (Darling wa Gaikokujin). L’histoire met en scène Saori (Mao Inoue) qui rêve de devenir mangaka. Tony (Jonathan Sherr) est un américain qui s’installe au Japon pour apprendre la langue. Les deux se rencontrent par hasard et tombent amoureux. Cependant, la barrière de la langue, les quiproquos et les différences culturelles qui séparent les deux protagonistes mettront leur relation à rude épreuve. Le film, My Darling is a Foreigner, a cartonné au Japon.
La même année Inoue Mao tourne le téléfilm Juui Dolittle, elle y incarne l'assistante d'un vétérinaire qui est interprété par Oguri Shun. Un autre acteur célèbre, Hiroki Narimiya, complète ce tableau en jouant le rival du docteur.

## Filmographie

### Dramas
- 1992 : Manatsu no Keiji
- 1992 : Gakkou go Akunai : Mami Asakura
- 1992 : Itsumitemo Haran Banjô : Midori Satsuki
- 1992 : Tsubusareta Kao! Zankoku na Shashin
- 1993 : Kokoro no Tabi Series
- 1994 : Kagishi
- 1994 : Mayonaka no Jôkyaku
- 1994 : Ninja Sentai Kakuranger : Tsuruhime / Ninja Blanc jeune enfant
- 1995 : Tôryanse
- 1995 : Kura
- 1996 : Genki o Ageru : Maiko Nitani
- 1996 : Asahi ni Wakare no Seppun o
- 1997 : Abarenbô Shôgun VII : Sayo
- 1997 : Mito Kômon 25th Series
- 1997 : Terakoya Yume Shinan
- 1997 : Shin Hanshichi Torimonochô
- 1997 : ourmet Mystery Onna Shutchô Ryôrinin ga Iku
- 1997 : Kin no Tamago
- 1998 : Hi no Ryôsen
- 1998 : Tôyama no Kinsan vs Onna Nezumi : Tonbo
- 1998 :  Kai : Ayako Tomita
- 1999 : Kids War : Akane Imai
- 2000 : Kids War 2 : Akane Imai
- 2000 : ~Kazoku-ai Love You~
- 2001 : Kids War 3 : Akane Imai
- 2002-2003 : Kids War Special : Akane Imai
- 2002 : Kids War 4 : Akane Imai
- 2003 : Kids War 5 : Akane Imai
- 2004 : Home Drama : Shōko Nagamine
- 2005 : Kyumei Byoto 24 Ji
- 2005 : Hana Yori Dango : Makino Tsukushi
- 2005 : Hotaru no Haka : Natsu Sawano
- 2007 : Hana Yori Dango 2 : Makino Tsukushi
- 2007 : Osama no Shinzo : Sakura Kariya
- 2007 : Hanaikusa : Mineko Iwasaki
- 2007 : First Kiss : Mio Fukunaga
- 2008 : Anmitsu Hime : Anmitsu Hime/Tokoroten
- 2009 : Anmitsu Hime 2 : Anmitsu Hime/Tokoroten
- 2009 : Karei naru Spy : Ami Yoshizawa
- 2009 : Kinkyu Special Kyumei Byoto 24-ji Kyumei Kusush
- 2009 : Tengoku de Kimi ni Aetara[1]  : Natsuko Nonogami
- 2009 : Yonimo Kimyō na Monogatari: Aki no Tokubetsuhen : Kanako Okazaki
- 2010 : Jui Dolittle[2] : Asuka Tashima
- 2009 : Mominoki wa Nokotta : Uno
- 2011 : Ohisama : Yōko Sudō
- 2012 : Tokkan Tokubetsu Kokuzei Choushukan  : Suzumiya Miki
- 2013 : Paji  : Momo

### Films
- 2006 : Check It Out! Yo : Yui Haebaru
- 2007 : Gegege no Kitaro : Mika Miura
- 2007 : Kaidan : Ohisa
- 2008 : Hana Yori Dango Final (en) : Makino Tsukushi
- 2009 : Boku o Hatsukoi wo Kimi ni Sa : Mayu Taneda
- 2010 : Darling wa Gaikokujin (My Darling is a Foreigner (en)) : Saori
- 2010 : Surely Someday  : Shōko Gotō
- 2011 : Yōkame no semi (Rebirth)[3] : Erina
- 2011 : Taiheiyō no Kiseki: Fox to Yobareta Otoko : Chieko Aono
- 2012 : Tsuna Hiichatta![4]  : Nishikawa Chiaki’
- 2013 : Eien no zero[5] :  Miyabe Matsuno
- 2013 : King of Apology : Noriko Kuramochi
- 2014 : The Snow White Murder Case : Miki Jono
- 2018 : Yakiniku Dragon : Yi-Hwa (Rika)
- 2019 : Talking the Pictures : Kotoe Tachibana

## Publicité
- 1996 : Sega Saturn Segata Sanshiro commercial noël
- 2006 : Dralion
- 2006 : MIZUHO banque
- 2006-2007 : Kateikyoushi no Try
- 2007 : Panky
- 2007 : KAGOME
- 2009 : Eisai's Chocolat BB
- 2010 : Glico glace
- 2010 : NTT West FLET[6]
- 2012 : Asahi Breweries Asahi Direct Shot[7]
- 2012 : PUMA Playtime
- 2013 : Asahi Food and Healthcare Crème de riz brun Bran

## Récompenses
| Année | Récompense                               | Catégorie                                 | Travail nommé                           | Résultat |
| ----- | ---------------------------------------- | ----------------------------------------- | --------------------------------------- | -------- |
| 2005  | 47e la série télévisée des Oscars        | Meilleure actrice                         | Hana yori dango                         | gagné    |
| 2007  | 10e Sport Drama Grand Prix Nikkan        | Meilleure actrice                         | Hana yori dango 2                       | gagné    |
| 2007  | 16th Hashida Awards                      | Meilleur espoir                           | Hana Yori Dango 2                       | gagné    |
| 2007  | 2007 MTV Student Voice Awards            | Meilleure actrice                         | Hana Yori Dango 2                       | gagné    |
| 2007  | 54th The Television Academy Drama Awards | Meilleure actrice                         | First kiss                              | nommé    |
| 2008  | Nickelodeon Kids' Choice Awards          | Meilleure actrice                         | Hana Yori Dango 2                       | gagné    |
| 2010  | Nikkan Sports Grand Prix (Fall)          | Meilleur second rôle féminin              | Jui Dolittle                            | nommé    |
| 2011  | 3rd TAMA Film Award                      | Meilleur espoir d'interprétation féminine | Miracle in the Pacific                  | gagné    |
| 2011  | 35th Fumiko Yamaji Award Film Awards     | Meilleur second rôle                      | Youkame no Semi                         | gagné    |
| 2011  | 26th Nikkan Sport Film Awards            | Meilleur espoir                           | Miracle in the Pacific, Youkame no Semi | gagné    |
| 2011  | TV Navi                                  | Meilleurs actrice                         | Ohisama                                 | gagné    |
| 2011  | 70th The Television Drama Academy Awards | Meilleure actrice                         | Ohisama                                 | gagné    |
| 2012  | 35th Japan Academy Awards                | Meilleure actrice casting                 | Youkame no Semi                         | gagné    |
| 2012  | Japan Film Festival Theater Staff        | Meilleure actrice                         | Youkame no Semi                         | gagné    |
| 2012  | 16th Nikkan Sport Grand Prix             | Meilleure actrice                         | Tokkan                                  | nommé    |

Autres récompenses :
- 2007 : 
  - Nail Queen Actress Category
- 2009 :
  - 22nd Japan Best Dressed Eyes Awards
- 2011 : 
  - Fountain Pen Award
  - Elan D'or Awards[12]